# Јожеф Ј. Фекете
Јожеф Ј. Фекете (мађ. Fekete J. József), (Стара Моравица, 1. март 1957) је публициста, писац, књижевни критичар и историчар књижевности која живи и ствара у Сомбору. 

## Биографија
Јожеф Ј. Фекете је рођен 1957. године у Старој Моравици. Диплому професора је стекао на мађарској катедри Филозофског факултета Универзитета у Новом Саду.
Радио је као професор, уредник Радија Сомбор, новинар и уредник листа Magyar Szó. Био је у уредништву часописа Домети. Оснивач је Џепног позоришта „Берта Ференц“ у Сомбору.
Један је од оснивача Културног друштва Мађара у Југославији, члан Удружења књижевника Мађарске и Војводине. Од 2005. године је члан Академије уметности Мађарске.
Ephemeria Silver je псеудоним Јожефа Ј. Фекетеа. 

## Награде
- 1985. - Добитник награде за књижевност "Ервин Шинко" - Нови Сад; Награде "Üzenet" - Суботица.[4]
- 1996. - Добитник награде за књижевност "Szenteleky Kornél" - Нови Сад, Сивац.[4]
- 2000. - Добитник књижевне награде "Јанош Херцег" - Дорослово. [4]
- 2002. - Добитник награде Pro Literatura (Награда Националног удружења мађарских уметника)[4]
- 2005. - Добитник награде Arany János (награда Фондације Arany János Удружења књижевника Мађарске)[4]
- 2006. - Добитник награде Vajdasági Szép Magyar Könyv - Сента[4]
- 2007. - Добитник награде Látó (награда часописа Látó); Награда за књижевност Díj; Захвалница града Сомбора [4]
- 2011. - Добитник награде за публицистику „Napleány” .[5]; Награда Vajdasági Szép Magyar Könyv - Сента.[4]
- 2013. - Добитник награде „Јожеф Атила“, награде која се додељује од 1950. године за изузетан допринос мађарској књижевности. Награда  му је уручена у Будимпешти. [6]
- 2020. - Добитник Витешког крста Машђарског ордена за заслуге, које је једно од највиших државних одликовања, а додељује га председник Републике Мађарске.[1]